# A Marquesa de Pezay e a Marquesa de Rougé com os seus dois filhos
A Marquesa de Pezay e a Marquesa de Rougé com os seus dois filhos (La Marquise de Pezay et la Marquise de Rougé aves ses deux enfents, em francês) é uma das mais notáveis pinturas de Élisabeth-Louise Vigée-Le Brun.
Datada de 1787, o óleo sobre tela foi pintado dois anos antes de eclodir a grande Revolução Francesa. Conservando as medidas de 123.4 por 155.9 cm, o quadro repousa agora nas paredes da National Gallery of Art, em Washington D.C..
Madame Vigée-Lebrun formava parte do mundo que pintou, tal como os seus patronos aristocratas, até a guilhotina ser a palavra de ordem em Paris e na corte. Em 1789, Vigée-Lebrun deixava Versalhes, alcançando a fronteira com a Suíça. Mas, antes disso, conquistou uma «mão-cheia» de ricos patronos; entre eles estava a rainha Maria Antonieta, de quem foi amiga e confidente; a Princesa de Lamballe e a Madame du Barry, a segunda grande amante de Luís XV; e tornou-se membro da Real Academia de Pintura e Escultura, uma honra concedida a poucas mulheres.
A Marquesa de Pezay e a Marquesa de Rougé com os seus dois filhos foi uma das pinturas que Vigée-LeBrun levou a cabo antes da sua fuga de França.
Mais de dois terços da obra deixada por Vigée-Lebrun são retratos. Este não foge à regra. Mais ainda, essa pintura, que idealizamos como sendo um retrato de família, não é mais do que um retrato duplo, de duas pessoas sem qualquer ligação familiar. Aquilo que Madame Vigée-LeBrun demonstra é o sentimento de amizade, retido entre duas senhoras da alta-aristocracia de Versalhes.
Tecnicamente, esta é uma pintura invulgar, pois contrastando com a escuridão que penetra o fundo da cena e a vegetação estão os reluzentes e carismáticos tafetás dos vestidos das duas jovens marquesas. A paleta de cores é variada, e a cor está bem distribuída pela obra. Contudo, o local onde a cor exibe toda a sua importância para a cena é o elegante vestido da Marquesa de Pezay e o seu chapéu branco e dourado. O vestido azul exibe reflexos luminosos que alternam entre o branco e o violeta.
A tela é um exemplo do neoclassicismo de Vigée-Lebrun. As figuras trajam a moda da estação, bem ao estilo de Maria Antonieta, algo realçado pelos seus chapéus. A imagem das duas aristocratas com os seus filhos proclama ser um tributo à amizade e ao amor maternal.
A tela foi exibida no Salon em 1787.